# Municipio de Lincoln (condado de Iowa)
El municipio de Lincoln (en inglés: Lincoln Township) es un municipio ubicado en el condado de Iowa en el estado estadounidense de Iowa. En el año 2010 tenía una población de 243 habitantes y una densidad poblacional de 2,57 personas por km².

## Geografía
El municipio de Lincoln se encuentra ubicado en las coordenadas 41°38′46″N 92°14′41″O / 41.64611, -92.24472. Según la Oficina del Censo de los Estados Unidos, el municipio tiene una superficie total de 94.49 km², de la cual 94,23 km² corresponden a tierra firme y (0,28 %) 0,26 km² es agua.

## Demografía
Según el censo de 2010, había 243 personas residiendo en el municipio de Lincoln. La densidad de población era de 2,57 hab./km². De los 243 habitantes, el municipio de Lincoln estaba compuesto por el 99,59 % blancos, el 0,41 % eran de otras razas. Del total de la población el 0,41 % eran hispanos o latinos de cualquier raza.